# خسرو مالك
خسرو مالكأو ملكشاه مجهول تاريخ الميلاد، وتوفي في 1191، عندما وقع السلطان سنجر في الأسر من قبل الأغوز، استفاد الغوريون من هذا الوضع وسيطروا على عدة مدن غزنوية في عام 1157. وبعد هذا كان خسرو شاه أخر حكام الغزنويين الذين ستطاعوا أن يعيشوا في في العاصمة لاهور، وقد حكم ابنه أيضا خسرو مالك بعض نواحي البنجاب. وفي عام 1186 وقع خسرو مالك وأبناؤه في أسر الغوريين، وبهذا تنتهي الدولة الغزنوية.